# 第5独立重機械化旅団 (ウクライナ陸軍)
第5独立重機械化旅団（だい5どくりつじゅうきかいかりょだん、ウクライナ語: 5-та окрема важка механізована бригада）は、ウクライナ陸軍の旅団。第10軍団隷下。

## 歴史

### ドンバス戦争

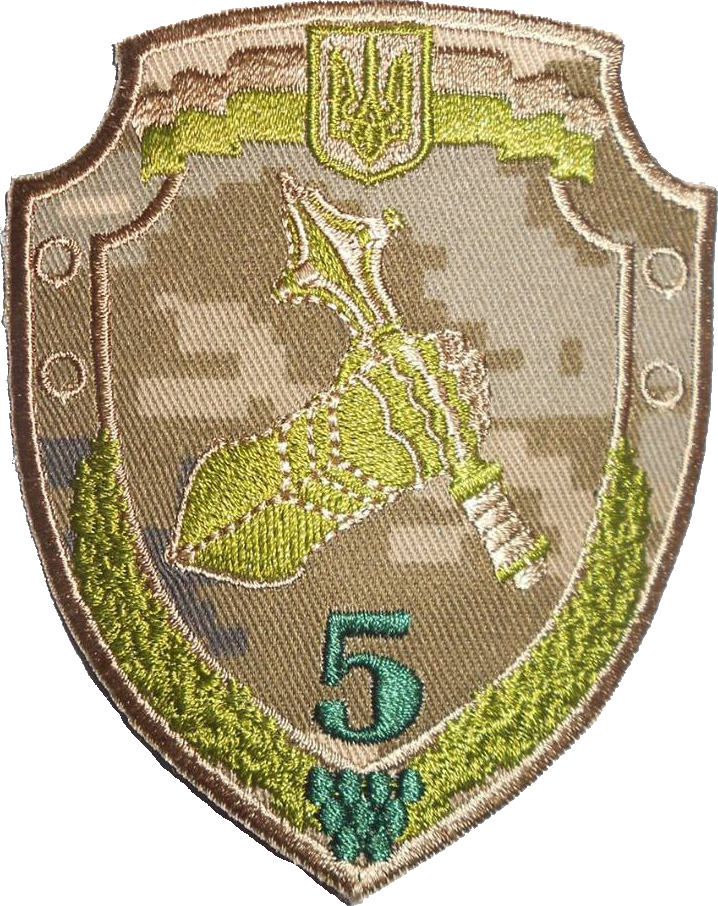
旧第5独立戦車旅団章

2016年1月10日、ドンバス戦争の影響に伴い、予備軍団隷下の第5独立戦車旅団としてドニプロペトロウシク州で創設された。

### ロシアのウクライナ侵攻

#### 南部・オデーサ戦線

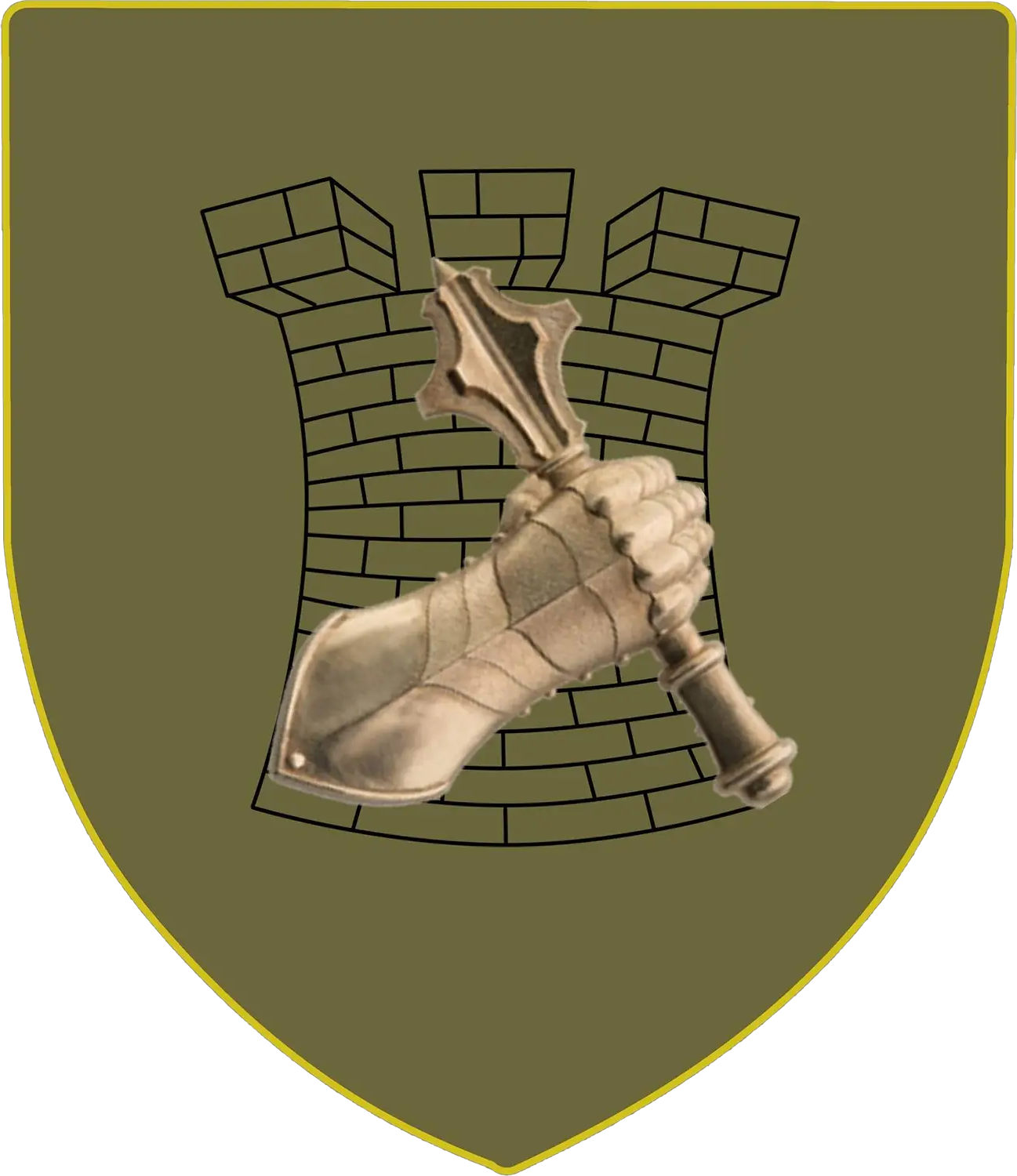
旧第5独立戦車旅団章

2022年2月24日、ロシアのウクライナ侵攻で南部オデーサ州に配備され、ロシア軍の黒海からの上陸を阻止するためオデーサを防御していたが、部隊の戦車や兵員は既存の戦車部隊、機械化部隊の損害の補填に使用されたため、実戦機会はなく事実上解隊された。
2023年3月、ウクライナ軍の戦車保有数が西側諸国の供与品、海外での修復プログラムで充実したことからリヴィウ州で再編された。
2023年12月、第10軍団隷下に配属された。

#### 南部・ザポリージャ戦線
2024年7月、南部ザポリージャ州に再配置され、オリヒウ方面、ロボティネ方面を防御した。
2024年12月、重機械化に伴い、第5独立重機械化旅団に改編された。

#### 東部・ポクロウシク戦線
2024年12月、激戦地の東部ドネツィク州ポクロウシク地区に再配置され、友軍の救援でポクロウシク方面に展開した。
2025年1月、1個戦車大隊が第159独立機械化旅団隷下に転属した。

## 編制
- 旅団司令部（カミアンカ＝ブズカ）
- 第1機械化大隊
- 第2機械化大隊
- 第1戦車大隊
- 第2戦車大隊
- 第1小銃大隊
- 第2小銃大隊
- 旅団砲兵群
  - 本部中隊
  - 第1自走砲大隊
  - 第2自走砲大隊
  - ロケット砲大隊
  - 対戦車砲大隊
- 防空大隊

- 工兵大隊
- 整備大隊
- 兵站大隊
- 偵察中隊
- 通信中隊
- レーダー中隊
- NBC防護中隊
- 衛生中隊
- 無人システム大隊 ブラック・アロー

## 第5独立戦車旅団編制
- 旅団司令部（カミアンカ＝ブズカ）
- 第1戦車大隊
- 第2戦車大隊
- 第3戦車大隊
- 機械化大隊
- 小銃大隊
- 旅団砲兵群
  - 本部中隊
  - 第1自走砲大隊
  - 第2自走砲大隊
  - ロケット砲大隊
- 防空大隊

- 工兵大隊
- 整備大隊
- 兵站大隊
- 偵察中隊
- 通信中隊
- NBC防護中隊
- 衛生中隊